# Wheatland (Misuri)
Wheatland es una ciudad ubicada en el condado de Hickory en el estado estadounidense de Misuri. En el Censo de 2010 tenía una población de 371 habitantes y una densidad poblacional de 235,99 personas por km².

## Geografía
Wheatland se encuentra ubicada en las coordenadas 37°56′36″N 93°24′8″O / 37.94333, -93.40222. Según la Oficina del Censo de los Estados Unidos, Wheatland tiene una superficie total de 1.57 km², de la cual 1.57 km² corresponden a tierra firme y (0.16%) 0 km² es agua.

## Demografía
Según el censo de 2010, había 371 personas residiendo en Wheatland. La densidad de población era de 235,99 hab./km². De los 371 habitantes, Wheatland estaba compuesto por el 94.07% blancos, el 1.62% eran afroamericanos, el 0.54% eran amerindios, el 0% eran asiáticos, el 1.89% eran isleños del Pacífico, el 0.27% eran de otras razas y el 1.62% pertenecían a dos o más razas. Del total de la población el 1.62% eran hispanos o latinos de cualquier raza.